# Битка при Дойран (1917)
Вижте пояснителната страница за други значения на Битка при Дойран.
Битката при Дойран от 1917 г. е втората битка от така наречената Дойранска епопея. Провежда се между 22 април и 8 май 1917 г. близо до езерото Дойран.

## Първоначална атака
На 9 и 10 февруари съюзниците атакуват позициите на 33 свищовски и 34 троянски пехотен полк, но са отблъснати чрез силна контраатака от троянския полк. Напредването на врага на 21 февруари е спряно от българската артилерия след двудневна битка.
След като командването на англичаните открива, че българските позиции са добре укрепени, то нарежда да се обстрелват българските укрепления периодично с артилерия. За да направи пробив в отбранителната линия на българите, командването концентрира три британски дивизии (22-ра, 26-а и 60-а) с артилерията си – повече от 43 000 души, 160 оръдия, 110 минохвъргачки и 440 картечници. Целта не се различава много от тази в битката от предишната година и главния фронт на удар е 5 – 6 км в посока към Калатепе.
Прогнозите на българското командване за голяма съюзническа атака се потвърждават от разузнаването и поведението на врага. Затова Девета плевенска пехотна дивизия е попълнена с подкрепления и става общо 30 000 души, 147 оръдия, 35 минохвъргачки и 130 картечници.
Според заповедите на висшето командване фронтът е разделен на три зони с различна ширина: отдясно на река Вардар до височината Варовита с широчина от 13 км и се отбранява от първа бригада (6 роти с 48 оръдия, 12 минохвъргачки и 56 картечници); централната зона е от височината Варовита до височината Караконджо с широчина 4 км, защитавана от 57 полк (3 роти); вляво от височината Караконджо до езерото Дойран с 9 км широчина е последният сектор, който се отбранява от втора бригада (6 роти, 76 оръдия, 19 минохвъргачки и 52 картечници).

## Битката
Битката за пробив в българските позиции започва на 22 април и продължава с малки прекъсвания до 9 май 1917 г. Атаката започва с тежък четиридневен артилерийски обстрел, в който британците изстрелват 100 000 снаряда. В резултат на това насипите и някои дървени структури на предните позиции са унищожени. Българската армия също отвръща с огън от батареите между Вардар и Дойран. Владимир Вазов нарежда денонощен огън по позициите на британците. След първоначалната няколко часова битка между британските и български батареи, последните продължават още 1 час да обстрелват британските позиции, при което са изстреляни около 10 000 снаряда.
Английската пехота започва атаката си в нощта на 24 срещу 25 април, като 12 роти атакуват позициите на втора бригада и след кървава битка успяват да завземат точките „Нерезов“, „Княз Борис“ и „Пазарджик“. След контраатака на българите, британците са отблъснати с тежки жертви и към 8 часа вечерта се оттеглят. Британските атаки на десния и централния фронт също са отблъснати с помощта на артилерията.
В следващите дни британските атаки не са много чести и силни и са отблъснати без проблем от българите. Обаче, поради силния български огън, англичаните отстъпват към първоначалните си позиции от 27 април.
Поради критиките на висшето командване британците правят нови опити за пробив. На 8 май след дълъг артилерийски обстрел започват нова атака. Главното нападение започва в 9 часа с британски войски на 5 вълни към българските позиции. След четири атаки през нощта на 8 срещу 9 май британците търпят тежки загуби и са победени. Кореспондент на Таймс пише, че британските войници наричат точката „Борис“ „долината на смъртта“.
Артилерийският дуел продължава и на 9 май, но поради тежки загуби англичаните изоставят всички свои атаки. Те изгубват 12 000 убити, ранени и пленени, като над 2250 загинали британски войници са погребани от българите. Загубите на Девета плевенска дивизия възлизат на 2000, от които 900 умират от болести и рани.